# Desdemona (måne)
Desdemona er en af planeten Uranus' måner: Den blev opdaget den 13. januar 1986 ud fra billeder taget af rumsonden Voyager 2, og fik lige efter opdagelsen den midlertidige betegnelse S/1986 U 6. Senere har den Internationale Astronomiske Union vedtaget at opkalde den efter Othellos hustru fra William Shakespeares skuespil Othello. Månen Desdemona kendes desuden også under betegnelsen Uranus X (X er romertallet for 10).
Ud over Desdemonas størrelse og omløbsbane ved man kun meget lidt om denne måne.
Uranus-månen Desdemona må ikke forveksles med småplaneten 666 Desdemona